# Річний (Опарінський район)
Річни́й (рос. Речной) — селище у складі Опарінського району Кіровської області, Росія. Адміністративний центр Річного сільського поселення.
Населення становить 940 осіб (2010, 1241 у 2002).
Національний склад станом на 2002 рік — росіяни 91 %.